# Куса врана
Куса врана (на сръбски: Куса Врана или Kusa Vrana) е село в Западните покрайнини, община Цариброд, Пиротски окръг, Сърбия. Отнето от България по силата на Ньойския договор. През 2011 г. населението му е 80 души, докато през 2002 г. е било 166 души.

## История
Селото се споменава като Куса Вирана в османотурски данъчен регистър на джелепкешаните от 1576 година. Трима местни жители - Дайе Петри, Цветко Раин и Никола Иван дължат налог от 100 овце.